# Jamón de Navidad
El jamón de Navidad o jamón de Yule (en sueco julskinka) es un plato tradicional relacionado con la Navidad o la Fiesta de Yule. Se ha sugerido que la tradición surgió entre los pueblos germánicos como un sacrificio (blót) a Frey, un dios nórdico relacionado con los jabalíes, la cosecha y la fertilidad. Más tarde fue popularizado por la Iglesia Católica como prueba de una conversión sincera: los marranos declinarían comer el jamón de Navidad, mientras los auténticos conversos disfrutarían del cerdo sin problemas.

## Orígenes
Según algunos folcloristas e historiadores los orígenes del jamón de Navidad en Inglaterra está en una:

tradición [que] fue iniciada con toda probabilidad en la Isla Británica por los anglosajones, aunque sabemos que procede esencialmente de la época medieval ... [En la antigua tradición nórdica] los sacrificios tenían la intención de implorar a Frey que mostrase su favor al año nuevo. La cabeza de un jabalí con una manzana en la boca era llevada al salón de celebraciones sobre un plato de oro o plata al sonido de trompetas y canto de juglares.

En Escandinavia e Inglaterra san Esteban pudo haber heredado parte del legado de Frey. Su fiesta es el 26 de diciembre y por tanto forma parte de las celebraciones de Yule que previamente estuvieron relacionadas con Frey (Ingwi en Inglaterra). En el arte sueco antiguo, Esteban aparece cuidando a los caballos y llevando una cabeza de jabalí a la comida de Yule. Ambos elementos son ajenos al cristianismo, pudiendo ser restos paganos